# Єфименко Євген Юрійович
Євген Юрійович Єфименко (1998—2022) — старший лейтенант Збройних Сил України, учасник російсько-української війни.

## Життєпис
Народився 8 березня 1998 року.
Старший лейтенант, військову освіту здобув в НАСВ імені гетьмана Петра Сагайдачного.
Загинув 24 лютого 2022 року в боях з російським окупантом, захищаючи Україну в м. Сумах.

## Нагороди
- орден Богдана Хмельницького III ступеня (2022, посмертно) — за особисту мужність і самовіддані дії, виявлені у захисті державного суверенітету та територіальної цілісності України, вірність військовій присязі.